# Archidiecezja Mandalaj
Archidiecezja Mandalaj (łac. Archidioecesis Mandalayensis) – rzymskokatolicka Archidiecezja ze stolicą w Mandalaj, w Mjanmie.
Archidiecezja podlega metropolii Mandalaj.

## Historia
- 1 stycznia 1955 powołanie rzymskokatolickiej Archidiecezji Mandalaj

## Arcybiskupi Mandalaj
- abp Paul Zingtung Grawng (24 maja 2003 - 3 kwietnia 2014)
- abp Nicholas Mang Thang (3 kwietnia 2014 - 25 kwietnia 2019)
- abp Marco Tin Win (od 25 kwietnia 2019)